# Gosen (Haag)
Gosen ist ein Gemeindeteil der Gemeinde Haag im Landkreis Bayreuth (Oberfranken, Bayern). Gosen liegt in der Gemarkung Obernschreez.

## Geografie
Der Weiler liegt am Fuße des Sophienberges (594 m ü. NHN). Es entspringt dort der Gosener Graben, ein linker Quellfluss des Gosenbachs. Unmittelbar nördlich des Ortes verläuft die Bundesautobahn 9, die den freien Zugang zum Sophienberg blockiert. Eine Gemeindeverbindungsstraße führt an Obernschreez vorbei nach Unternschreez (2,1 km nordöstlich) bzw. zur Kreisstraße BT 5 bei Spänfleck (0,9 km westlich).

## Geschichte
Gegen Ende des 18. Jahrhunderts bestand Gosen aus 7 Anwesen (5 Halbhöfe, 2 Viertelhöfe). Die Hochgerichtsbarkeit stand dem bayreuthischen Stadtvogteiamt Bayreuth zu. Die Dorf- und Gemeindeherrschaft sowie die Grundherrschaft über alle Anwesen hatte das Hofkastenamt Bayreuth.
Von 1797 bis 1810 unterstand der Ort dem Justiz- und Kammeramt Bayreuth. Mit dem Gemeindeedikt wurde Gosen dem 1812 gebildeten Steuerdistrikt Haag zugewiesen. Zugleich entstand die Ruralgemeinde Gosen. Sie war in Verwaltung und Gerichtsbarkeit dem Landgericht Bayreuth zugeordnet und in der Finanzverwaltung dem Rentamt Bayreuth. Mit dem Gemeindeedikt von 1818 erfolgte die Eingemeindung nach Obernschreez. Am 1. April 1939 erfolgte die Eingliederung in die neu gebildete Gemeinde Schreez, die ihrerseits am 1. Mai 1978 im Zuge der Gebietsreform in Bayern nach Haag eingemeindet wurde.

### Einwohnerentwicklung
| Jahr      | 001819 | 001822 | 001861 | 001871 | 001885 | 001900 | 001925 | 001950 | 001961 | 001970 | 001987 |
| Einwohner | 45     | 53     | 42     | 49     | 46     | 48     | 39     | 59     | 37     | 37     | 29     |
| Häuser    |        | 6      |        |        | 6      | 6      | 6      | 7      | 7      |        | 7      |
| Quelle    | [ 9 ]  | [ 6 ]  | [ 10 ] | [ 11 ] | [ 12 ] | [ 13 ] | [ 14 ] | [ 15 ] | [ 16 ] | [ 17 ] | [ 1 ]  |

## Religion
Gosen ist seit der Reformation evangelisch-lutherisch geprägt und nach St. Marien (Gesees) gepfarrt.